# Vaudreuille
Vaudreuille é uma comuna francesa na região administrativa de Occitânia, no departamento de Alta Garona. Estende-se por uma área de 11,3 km². Em 2010 a comuna tinha 392 habitantes (densidade: 34,7 hab./km²).